# 키아라 카이네로
키아라 카이네로(이탈리아어: Chiara Cainero, 1978년 3월 28일~)는 이탈리아의 사격 선수로 주 종목은 스키트이다. 2008년 하계 올림픽 여자 스키트 종목에서 금메달을 획득했으며 2016년 하계 올림픽 여자 스키트 종목에서 은메달을 획득했다.

## 같이 보기
- 올림픽 이탈리아 선수단